# En fantastisk upptäckt av Hugo Cabret
En fantastisk upptäckt av Hugo Cabret, (originaltitel: The Invention of Hugo Cabret), är en barnbok skriven av Brian Selznick 2007.
Boken filmatiserades 2011 av Martin Scorsese under namnet Hugo Cabret.

## Handling
Boken handlar om den föräldralöse 12-åringen Hugo Cabret som lever ett hemligt liv inne i väggarna på en järnvägsstation i Paris. Med hjälp av en flicka försöker han lösa ett mysterium som kretsar kring hans far som han nyligen har förlorat.